# Pfaffendorf (Stadelhofen)
Pfaffendorf ist ein Gemeindeteil der Gemeinde Stadelhofen im oberfränkischen Landkreis Bamberg in Bayern.

## Geografie
Das im Süden der Weismainalb gelegene Dorf befindet sich etwa zwei Kilometer nordnordwestlich von Stadelhofen auf 480 m ü. NHN.

## Geschichte
Bis zum Beginn des 19. Jahrhunderts unterstand Pfaffendorf der Landeshoheit der in Thurnau ansässigen Grafen von Giech. Diese reichsunmittelbare Adelsfamilie übte im Ort die Dorf- und Gemeindeherrschaft aus. Die Hochgerichtsbarkeit stand dem zum Hochstift Bamberg gehörenden Amt Scheßlitz als Centamt mit Einschränkung der Limitierten Cent zu. Als der Herrschaftsbereich der Grafen von Giech infolge des Reichsdeputationshauptschlusses und unter Bruch der Reichsverfassung 1802/03 vom Kurfürstentum Pfalz-Baiern annektiert wurde, wurde Pfaffendorf ein Teil der bei der „napoleonischen Flurbereinigung“ in Besitz genommenen neubayerischen Gebiete.
Durch die Verwaltungsreformen zu Beginn des 19. Jahrhunderts im Königreich Bayern wurde Pfaffendorf mit dem Zweiten Gemeindeedikt 1818 ein Teil der Landgemeinde Wölkendorf. Im Zuge der Gebietsreform in Bayern wurde Pfaffendorf zusammen mit Wölkendorf am 1. Juli 1973 in Stadelhofen eingemeindet.